# Julius Veselka
Pour les articles homonymes, voir Veselka.
Julius Veselka, né le 8 février 1943 à Siesikai et mort le 26 novembre 2012 à Vilnius (Lituanie), est un homme politique lituanien.
Il fut ministre de l'économie.